# 워터타워 뮤직
워터타워 뮤직(WaterTower Music, 2000~2010년 사이의 이전 이름: 뉴 라인 레코드, New Line Records)은 미국의 레코드 레이블이다. 엔터테인먼트 기업 워너 브라더스가 운영하고 워너 브라더스 디스커버리가 소유하고 있다.

## 출시

### 아티스트
- 한스 짐머
- 톰 홀컨보르흐
- 하워드 쇼어
- 라이언 쇼어
- 라민 자와디
- 스티븐 프라이스
- 루드비그 예란손
- 존 파월 (작곡가)
- 대니얼 펨버턴
- 앤드루 로킹턴
- 마이클 자키노
- 토머스 뉴먼
- 대니 엘프먼
- 조셉 비샤라
- 크리스토프 벡
- 알렉상드르 데스플라
- 루퍼트 그레그슨윌리엄스
- 마이클 대나
- 마크 머더즈보
- 제임스 호너
- 맥스 리처

## 같이 보기
- 워너 레코드